# The Bedlam in Goliath
The Bedlam in Goliath (A Confusão em Golias) é o quarto álbum de estúdio da banda americana de rock progressivo, The Mars Volta, lançado em 29 de janeiro de 2008 pela Universal Motown Records. Produzido pelo guitarista e compositor Omar Rodríguez-López, a criação do álbum foi baseada no "bad luck controversy" depois de uma experiência com um ouija que Rodriguez-Lopez comprou de presente para o vocalista Cedric Bixler-Zavala. O álbum é o primeiro que conta com a participação do baterista, Thomas Pridgen, e o último que conta com o guitarrista e menipulador de som, Paul Hinojos e o multi-instrumentista de sopro Adrián Terrazas-González.
O álbum estreou em terceiro lugar na Billboard 200, tornando-se a melhor posição lacançada pela banda depois de vender 54 mil cópias na primeira semana. "Wax Simulacra" foi lançada em 19 de novembro de 2007 como primeiro single, juntamente com uma versão da música"Pulled to Bits", originalmente do Siouxsie and the Banshees. As versões em vinil incluem uma ouija dentro do encarte. "Wax Simulacra" venceu no Grammy Awards na categoria de melhor performance de Hard Rock.
Depois de já ter contribuído em 2006 nas ilustrações de Amputechture, Jeff Jordan foi convidado novamente para fazer as ilustrações desse álbum, criando 11 desenhos sobre o tema The Bedlam in Goliath, além de incluir algumas coisas de sua própria galeria. O desenho usado para a capa, chamado "Agadez".

## Produção
Numa viagem à Jerusalem, Rodriguez-Lopez comprou um antigo ouija em uma loja de presente para Bixler-Zavala. Eles voltaram para o ônibus após os shows para jogar durante a turnê de 2006 com Red Hot Chili Peppers, rapidamente tornou-se um ritual pós shows da banda. Apelidado de "The Soothsayer" (O Adivinho), o tabuleiro revelava histórias, dava nomes e fazia pedidos, como a banda foi contactada por três pessoas que apareceram na forma de uma só, que era chamada de "Goliath" (Golias). A maioria da banda interagia com "O Adivinho", coincidências transcendentais começaram a incomodar a experiência da banda enquanto eles compunham The Bedlam in Goliath: Blake Fleming, o baterista na época, abandonou a turnê na metade e deixou a banda com problemas financeiros; Bixler-Zavala precisou fazer uma cirurgia no pé por causa dos sapatos que usava e acabou tendo que reaprender a andar; faixas de vez em quando desapareciam das fitas do estúdio; o estúdio caseiro de Rodriguez-Lopez's home studio foi inundado e passou por diversos apagões; o engenheiro de som original do álbum teve um colapso nervoso, abandonando todos os trabalhos sem deixar nenhuma nota sobre onde estavam gravadas as coisas. O engenheiro de som que siu disse para Rodriguez-Lopez: "Não vou te ajudar a fazer esse disco. Você está tentando fazer algo muito ruim nesse disco, está tentando enlouquecer a mim de aos outros."
Rodriguez-Lopez estava à beira de recomeçar as gravações do zero mas acabou conseguindo continuar depois de contratar Robert Carranza como engenheiro substituto e seus assistentes, Lars Stalfors e Isaiah Abolin. Durante as gravações Rodriguez-Lopez quebrou "O Adivinho" ao meio e enterrou em um local não divulgado a fim de acabar com a maldição. Rodriguez-Lopez jurou nunca contar o local onde o foi enterrado e pediu para o resto da banda não falar mais disso durante o resto da produção do álbum. 
A música "Soothsayer" contem as gravações de campo que Omar gravou em Jerusalem. As gravações são uma mescla do Bairro Judeu, do Bairro Muçulmano e do Bairro Cristão.

### Processo de gravação
Gravado e mixado no Ocean Way Studios em Hollywood e no estúdio caseiro de Rodriguez-Lopez no Brooklyn, Nova York, o material do The Bedlam in Goliath data de antes de abril de 2006 quando as primeiras demos foram compostas. Semum baterista fixo depois de três que deixaram a banda, Jon Theodore, Blake Fleming e Deantoni Parks em um só ano, a banda a Thomas Pridgen, que tinha 24 anos de idade — e como dito por Bixler-Zavala — deu nova vida ao The Mars Volta. Rodriguez-Lopez trabalhou com Rich Costey para terminar o álbum num prazo de três semanas, assistido por Shawn Michael Sullivan e Claudius Mittendorfer como editores.
Numa entrevista, Carranza descreveu o processo de gravação de The Bedlam in Goliath falando que eram gravados no máximo três tomadas por hora, para absorver as diferenças o que acabou melhorando o humor de um modo geral e a atmosfera durante a criação. Carranza disse "quando van Gogh não ficava só pintando, pintando, pintando. Tenho certeza que ele ia dar uma volta. Você deve fazer a mesma coisa durante uma gravação.
O quinteto de cordas em "Soothsayer" foi gravado na quarta-feira, dia 6 de junho de 2007 no  Hyde Street Studios em San Francisco.
A banda escolheu Wax Simulacra como primeiro single.

### Temas
Bixler-Zavala incluiu nomes e temas nas letras que foram tiradas das mensagens enviadas pelo "Adivinho". Ele também inclui trechos de poemas que foram encontrados ligados ao ouija, descrevendo um triângulo amoroso entre uma mulher, sua filha e um homem em uma sociedade muçulmana, junto com um assassinato por honra envolvendo essas pessoas. Cada canção reinterpreta a relação de alguma forma ou de outra, e como um amuleto da sorte para neutralizar os temas enigmáticos, Bixler Zavala usou elementos da religião Afro-Caribenha para proteger a banda.
Para auxiliar o conceito, as edições de vinil do álbum contém uma versão própria da banda do ouija dentro do encarte.

## Promoção

### Webisodes
Quatro "webisodes" foram postados no site do The Mars Volta que mostra a banda em várias situações engraçadas.
- "Wax Simulacra" Tem uma versão ao vivo da turnê australiana de 2007.
- "Aberinkula" tem como base a banda jogando cartas e fazendo uma cirurgia em uma pessoa, encontrando objetos estranhos dentro do corpo.
- "Goliath" consiste na banda tocando instrumentos obscuros no meio da rua, com Cedric vestido como o Homem Elefante.
- "Askepios" foi feita uma filmagem de uma festa em frente a um fundo verde. Vários adereços e objetos aparecem nos outros vídeos (incluindo uma piñata que ostenta a efígie de George W. Bush) passam ao redor da celebração.
- "Ilyena" foi postada no Dailymotion, mostrando a banda numa sala de aula e Rodriguez-Lopez apresentando Adrián Terrazas-González, que aparece como policial que vai ler algo para a sala. A segunda metade do vídeo mostra alguém no telhado olhando os grafiteiros Grey e Thomas Pridgen fazendo suas tags na parede.[13]

## Faixas
Todas letras escritas por Cedric Bixler-Zavala e todas músicas compostas por Omar Rodríguez-López.
1. Aberinkula
2. Metatron
3. Ilyena
4. Wax Simulacra
5. Goliath
6. Tourniquet Man
7. Cavalettas
8. Agadez
9. Askepios
10. Ouroborous
11. Soothsayer
12. Conjugal Burns

## Músicos
- Omar Rodríguez-López – guitarra, sintetizador
- Cedric Bixler-Zavala – vocais
- Isaiah Ikey Owens – teclado
- Juan Alderete – baixo
- Thomas Pridgen – bateria
- John Frusciante – guitarra
- Marcel Rodriguez-Lopez – percussão, teclado
- Adrián Terrazas-González – flauta, saxofone tenor, saxofone soprano, clarinete baixo, percussão
- Paul Hinojos – manipulação sonora

Músicos adicionais
- Henry Trejo – "Because" em "Agadez"
- Nathaniel Tookey – composição de cordas e arranjo em "Soothsayer"
- Sam Bass – cello em "Soothsayer"
- Edwin Huizinga – violino em "Soothsayer"
- Charith Premawardhana – viola em "Soothsayer"
- Anthony Blea – violino em "Soothsayer"
- Owen Levine – contrabaixo em "Soothsayer"

## References
1. ↑  «The Mars Volta Wins 'Best Hard Rock' Grammy for 'Wax Simulacra'». Blabbermouth.net. Roadrunner Records. 8 de fevereiro de 2009. Consultado em 9 de fevereiro de 2009
2. ↑  «Album Preview: The Mars Volta - The Bedlam In Goliath - The Apparatus». grindingtheapparatus.net. 13 de dezembro de 2007. Consultado em 19 de dezembro de 2007. Arquivado do original em 16 de dezembro de 2007
3. ↑  «The Art of Jeff Jordan ::: Gallery». Consultado em 19 de junho de 2015. Arquivado do original em 6 de fevereiro de 2008
4. 1 2 3 4 5  «Mars Volta's Next Album 'Did Not Want To Be Born'». mtv.com. 5 de novembro de 2007. Consultado em 19 de dezembro de 2007
5. 1 2  «The Mars Volta's Descent into Bedlam: A Rhapsody in Three Parts». themarsvolta.com. 28 de outubro de 2007. Consultado em 19 de dezembro de 2007. Arquivado do original (DOC) em 27 de fevereiro de 2008
6. ↑  «MP3.com: Interview - The curse of Mars Volta». Consultado em 19 de junho de 2015. Arquivado do original em 5 de abril de 2008
7. ↑  Blue Mountain explores the Southern-rock roads less traveled while the Mars Volta tries to shed its bad voodoo on the way to releasing The Bedlam in Goliath., page 1 - Music - Riverfront Times - Riverfront Times
8. ↑  «Revolver - The Comatorium Community». thecomatorium.com. 2 de dezembro de 2007. Consultado em 19 de dezembro de 2007
9. ↑  «Interview with Cedric in Swedish magazine Groove - The Comatorium Community». thecomatorium.com. 14 de dezembro de 2007. Consultado em 19 de dezembro de 2007
10. ↑  «Robert Carranza». eqmag.com. Agosto de 2007. Consultado em 19 de dezembro de 2007. Arquivado do original em 7 de dezembro de 2007
11. ↑  Mars Volta's Next Album 'Did Not Want To Be Born' - News Story | Music, Celebrity, Artist News | MTV News
12. ↑  «The Mars Volta : Bedlam in Goliath». thecomatorium.com. 2007. Consultado em 19 de dezembro de 2007. Arquivado do original em 13 de dezembro de 2007
13. ↑  «Video WEBISODE 4 - Goliath - Mars, volta, rock, bedlam, podcast - Dailymotion Share Your Videos». Dailymotion. 11 de dezembro de 2007. Consultado em 19 de dezembro de 2007